# Real Orden del Mérito Deportivo
La Real Orden del Mérito Deportivo es la más alta distinción que se otorga al deporte en España. Se concede anualmente por el rey, a propuesta del Gobierno de la Nación a través del Consejo Superior de Deportes, estableciéndose diferentes rangos y categorías.
La Constitución española de 1978, en su «artículo: 43.3», consagra como principio rector en la actuación de los poderes públicos el fomento de la educación física y el deporte y facilitar la adecuada utilización del ocio. En plena conformidad con este mandato constitucional, la Ley General de la Cultura Física y del Deporte atribuye a los poderes públicos y especialmente al Estado, amplias atribuciones para impulsar, promocionar y difundir la Cultura Física y el Deporte. Por tal motivo fue creada la orden mediante el Real Decreto 1523/1982 del 18 de junio.

## Características

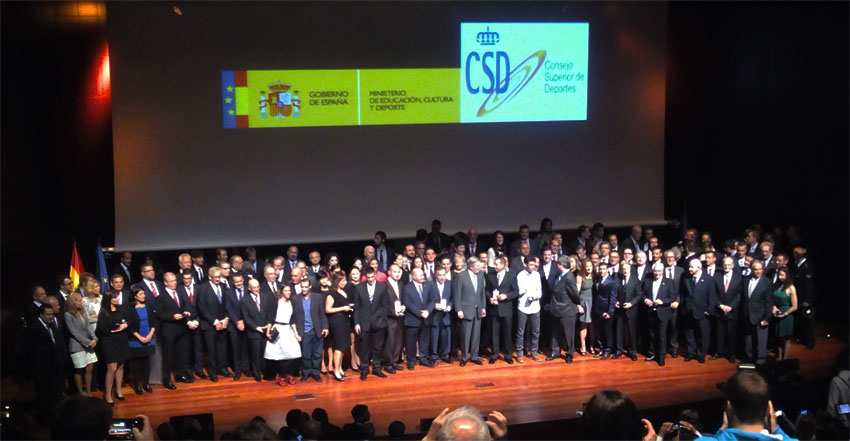
Entrega de las Medallas y Placas de la ROMD (2015).

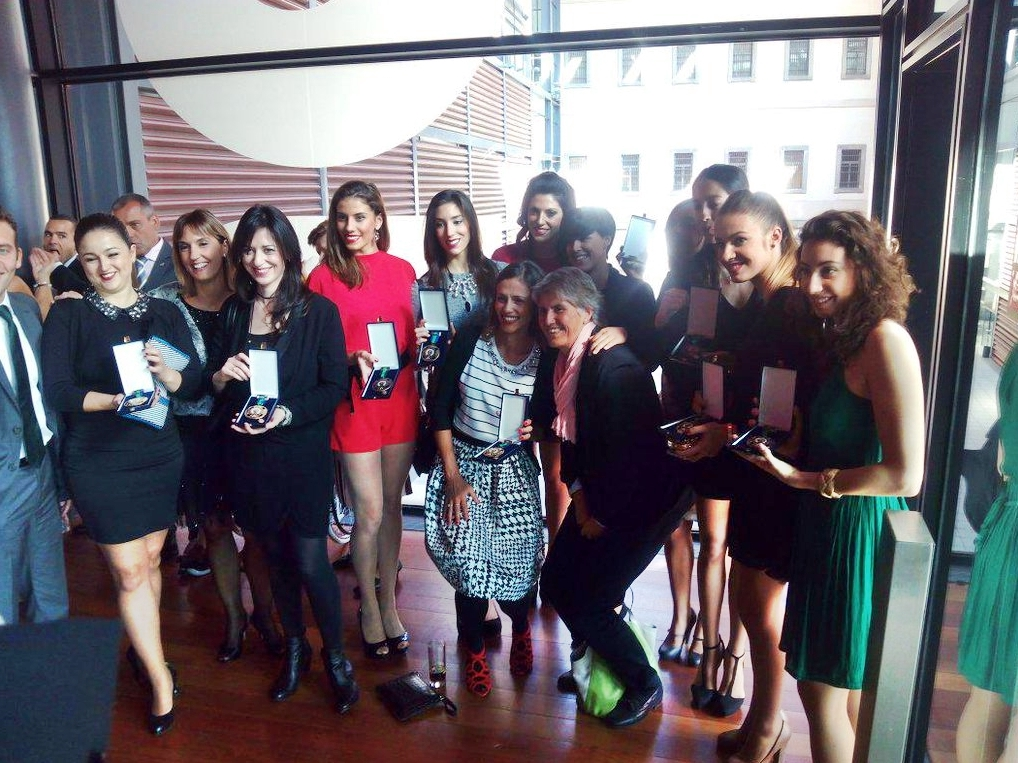
Las Niñas de Oro y el Equipaso de gimnasia rítmica en la entrega de Medallas de la ROMD (2015).

Pueden ser reconocidos los españoles que se hayan distinguido notoriamente en la práctica del deporte, en el fomento y enseñanzas de la educación física, o que hayan prestado eminentes servicios en la investigación, difusión, organización y desarrollo de la cultura física y del deporte. También los extranjeros que hayan prestado servicios extraordinarios y desinteresados en favor de la cultura física o el deporte españoles o las corporaciones, federaciones, clubs o agrupaciones deportivas, y aquellos otros organismos o entidades públicas o privadas acreedoras a tal distinción por alguno de los motivos expresados en los apartados precedentes.
El ingreso se podrá realizar a propuesta del presidente del Consejo Superior de Deportes, en virtud de moción razonada de las federaciones españolas, clubs o agrupaciones deportivas o de corporaciones, entidades u organismos públicos.

### Estructura
El rey de España es el gran maestre de la Real Orden del Mérito Deportivo asistido por un canciller que es el presidente del Consejo Superior de Deportes y un vicecanciller, que es el director general de Deportes. El fiscal de la Real Orden del Mérito Deportivo será designado por el canciller, a propuesta del vicecanciller.
La Secretaría de la Real Orden del Mérito Deportivo corresponderá a un empleado público del Consejo Superior de Deportes, que será designado por el Secretario de Estado-Presidente del Consejo Superior de Deportes. En la Secretaría se tramitarán los expedientes, se extenderán los títulos y certificados y se custodiarán los documentos y sellos de la Orden y los libros registro correspondientes.

## Categorías del galardón
A título individual: 
- Máxima condecoración: 
  - Gran Cruz. Lleva anexo el tratamiento de Excelencia.
- Máximas distinciones: 
  - Medalla de Oro. Lleva anexo el tratamiento de Ilustrísimo Señor o Ilustrísima Señora.
  - Medalla de Plata. Lleva anexo el tratamiento de Señoría.
  - Medalla de Bronce.

A corporaciones, instituciones, personas jurídicas, organismos o entidades públicas o privadas: 
- Placa de Oro.
- Placa de Plata.
- Placa de Bronce.

Cuando la distinción sea la Medalla de Bronce o corresponda a corporaciones, instituciones, personas jurídicas, organismos o entidades públicas o privadas, no existirá tratamiento especial.

## Desposesión de distinciones
El agraciado con cualesquiera de las categorías que haya sido sentenciado por la comisión de un delito doloso o pública y notoriamente haya incurrido en actos contrario a las razones determinantes de la concesión de la distinción podrá, en virtud de expediente iniciado de oficio o por denuncia motivada, y con intervención del Fiscal de la Real Orden, ser desposeído del título correspondiente a la distinción concedida, decisión que corresponde a quien la otorgó.

## Historia
Anteriormente a la creación de la actual Real Orden del Mérito Deportivo mediante el Real Decreto de 18 de junio de 1982, existía la Medalla del Mérito Deportivo creada por Decreto de 18 de abril de 1952, de la Secretaría General del Movimiento, con el fin de premiar las actuaciones más destacadas en el aspecto deportivo, para premiar a personas individuales y colectivas, nacionales o extranjeras, que destaquen en la práctica del deporte o en el fomento, difusión organización o desarrollo del mismo, así como de la educación física, creando, dotando o mejorando centros, sociedades o competiciones. Se establecieron las categorías de Medalla de oro, Medalla de plata, Medalla de bronce y Placa. 
Posteriormente, el Decreto 52/1969, de 11 de enero, da una nueva redacción al de 1952, estableciendo: 
1. La Medalla al Mérito Deportivo, creada por Decreto de dieciocho de abril de mil novecientos cincuenta dos, tiene por objeto premiar a las personas individuales o colectivas, nacionales o extranjeras, que hayan destacado notoriamente en la educación física y el deporte, tanto en su práctica activa como en su fomento, difusión, organización o desarrollo, o haya contribuido en igual forma a su mayor esplendor mediante la prestación de servicios extraordinarios de cualquier clase.
2. La condecoración se integrará en las siguientes categorías: a) Para premiar a las personas individuales por méritos contraídos como practicantes activos, Medalla de Oro, Medalla de Plata y Medalla de Bronce, con distintivo azul. b) Para premiar a las personas individuales por otros méritos, Medalla de Oro, Medalla de Plata y Medalla de Bronce, con distintivo blanco. c) Para premiar a las personas colectivas: Placa de Oro, Placa de Plata y Placa de Bronce.
3. La Medalla de Oro se compondrá, de un medallón dorado, en cuyo interior habrá una. cruz plana, que se enganchará en sus extremos, formando una figura de cinco caras o lados, teniendo las caras inmediatas a la central una saja en forma de trigo, contorneada en borde cincelado; el fondo, de esmalte traslúcido azul ultramar, sobre motivos decorativos tallados. En el centro de la cruz lleva un círculo de esmalte, también traslúcido de color azul celeste, representando el aire libre donde se celebran los deportes. Sobrepuesto en el centro y brazo vertical superior una Victoria alada, en cuyos brazos extendidos ofrece unas coronas de laurel. Esta figura sobresaldrá a medio relieve del plano. A continuación de ésta y sobre el brazo vertical superior. los aros olímpicos, que servirán de pasador a la cinta. Sobre el brazo inferior, el escudo nacional en esmalte y rodeándolo una cinta de esmalte blanco con la inscripción: "Al mérito en el deporte". La cruz irá enmarcada en el círculo cuyo contorno rodeará una corona de laurel. El metal de dicho círculo será dorado. Las Medallas de Plata y Bronce constarán de los mismos motivos de la anterior efectuados en el correspondiente metal. La cinta para las Medallas comprendidas en el apartado a) del artículo segundo será de color azul ultramar con el borde blanco y en el centro la Bandera Nacional; para las Medallas comprendidas en el apartado b) de dicho artículo la cinta será toda ella de color blanco. Los condecorados con las Medallas en cualquiera de sus categorías podrán usar habitualmente una miniatura de la misma que será llevada en el ojal.
4. La Placa será de oro, plata o bronce. según sus categorías y tendrá veinte centímetros por quince y en ella figurará grabada la Medalla del Mérito Deportivo el nombre de la Entidad premiada y la fecha de su concesión.

Esta Condecoración desapareció en 1982, siendo sustituida por la Real Orden del Mérito Deportivo.